# Rabbit Hole
Rabbit Hole é uma peça teatral do autor americano David Lindsay-Abaire. Recebeu o Prêmio Pulitzer de Dramaturgia em 2007. Encomendada originalmente pela companhia South Coast Repertory, foi encenada pela primeira vez, na forma de leitura, no seu Festival Pacific Playwrights, em 2005. Foi encenada de forma completa pela primeira vez em Nova York, em 2006, e também foi produzida em teatros regionais em diversas cidades, como Los Angeles, Filadélfia e Pittsburgh. Teve sua estréia numa tradução para o espanhol em San Juan, Porto Rico, em 2010.
A peça fala sobre o modo com que membros de uma família lidam com uma grande perda, e inclui comédia além de drama. A atriz Cynthia Nixon venceu o prêmio Tony de melhor atriz principal numa peça em 2006 por sua interpretação da personagem Becca na produção de Nova York; a peça também foi indicada em diversas outras categorias na mesma premiação.